# Konrad Schragmüller

Konrad Schragmüller

Johann Konrad Schragmüller (* 11. März 1895 in Östrich/Amt Mengede bei Dortmund; † 2. Juli 1934 in Berlin-Lichterfelde) war ein deutscher Offizier, Rittergutsbesitzer, SA-Gruppenführer, Polizeipräsident von Magdeburg und Reichstagsabgeordneter der NSDAP. Er war einer der Getöteten des sogenannten Röhm-Putsches.

## Leben und Wirken

### Jugend und Erster Weltkrieg
Konrad Schragmüller war ein Sohn des Rittmeisters a. D. und Mengeder Amtmanns Carl Schragmüller. Seine ältere Schwester war die Mitarbeiterin des deutschen militärischen Geheimdienstes Abteilung III b Dr. Elsbeth Schragmüller. Nachdem Schragmüller als Kind die königlich-preußische Kadettenanstalt in Berlin-Lichterfelde besucht hatte, begann seine militärische Karriere 1914 als Fähnrich im Jäger-Regiment zu Pferde Nr. 13. 1915 wurde er zum Leutnant befördert. 1916 wechselte er im Rang eines Oberleutnants zur Fliegertruppe. Nach dem Zusammenbruch des Kaiserreiches kämpfte er 1919 und 1920 in verschiedenen Freikorps. Insbesondere war er Angehöriger des Freikorps Yorck von Wartenburg und war an Kämpfen gegen Polen und im Baltikum beteiligt.

### Weimarer Republik
In den 1920er Jahren bewirtschaftete Schragmüller das Rittergut Schönberg in der Altmark. Nachdem er Mitte der 1920er Jahre Anschluss an die NSDAP gefunden hatte (Mitgliedsnummer 162.827) war er maßgeblich am Aufbau der Sturmabteilung (SA) in der Altmark beteiligt. Als Untergruppenführer der Standarte 1 Schönberg leitete er die SA-Untergruppe Magdeburg-Anhalt. 
Von Juli 1932 bis zu seinem Tod gehörte Schragmüller dem Reichstag als Abgeordneter für den Wahlkreis 10 (Magdeburg) an. Sein Mandat wurde anschließend bis zum Ende der im November 1933 begonnenen Wahlperiode im März 1936 von Erich Krüger weitergeführt.

### Zeit des Nationalsozialismus und Tod
Als hauptamtlicher SA-Gruppenführer der Gruppe Mitte in Magdeburg wurde Schragmüller vom Stabschef der SA und Reichsminister Ernst Röhm im Frühjahr 1933 als Sonderkommissar des Obersten SA-Führers und der SS in Anhalt und der Provinz Sachsen zur Kontrolle der Behörden eingesetzt. Nach der Beurlaubung des Magdeburger Polizeipräsidenten Ferdinand Freiherr von Nordenflycht, der nach dem „Preußenschlag“ am 28. Juli 1932 Horst W. Baerensprung abgelöst hatte, war Schragmüller seit dem 4. Mai 1933 kommissarischer Polizeipräsident von Magdeburg. Seine Ernennung zum regulären Polizeipräsidenten der Stadt erfolgte am 23. Mai 1934.
Am 30. Juni 1934 wurde Schragmüller im Zuge der Röhm-Affäre in München auf dem Wege zu einer Führertagung der SA in Bad Wiessee verhaftet. Später wurde er nach Berlin überführt, wo er am 2. Juli auf dem Gelände der Kadettenanstalt Lichterfelde von Hitlers Leibstandarte erschossen wurde. Sein Nachfolger im Amt des Polizeipräsidenten von Magdeburg wurde am 23. Juli 1934 der ehemalige kaiserliche Seeoffizier und Polizeipräsident von Harburg-Wilhelmsburg Carl Christiansen.

## Familie
Schragmüllers Ehefrau Annemarie war die Tochter des langjährigen linksliberalen Reichstagsabgeordneten Georg Gothein. Das Ehepaar hatte mehrere Kinder.

## Archivalien
- NSDAP-Parteikorrespondenz (Bundesarchiv: Bestand PK, Film L 27, Bilder 2197-2205)

## Weblink
- Konrad Schragmüller in der Datenbank der Reichstagsabgeordneten